# And Starring Pancho Villa as Himself
And Starring Pancho Villa as Himself (bra: E Estrelando Pancho Villa; prt: Pancho Villa) é um telefilme estadunidense de 2003, dos gêneros drama biográfico, ação e guerra, dirigido por Bruce Beresford e estrelado por Antonio Banderas, no papel do revolucionário mexicano Pancho Villa.
O longa conta a filmagem de The Life of General Villa (1914) através dos olhos de Frank N. Thayer, sobrinho do chefe do estúdio que recebe um impulso na carreira ao ser colocado no comando do projeto.

## Sinopse
Reconstituição da tentativa de Hollywood fazer na década de 1910 um filme sobre o revolucionário Pancho Villa, tendo o próprio como ator principal.

## Elenco
- Antonio Banderas .... Pancho Villa
- Eion Bailey .... Frank Thayer
- Alan Arkin .... Sam Drebben
- Jim Broadbent .... Harry Aitken
- Matt Day .... John Reed
- Kyle Chandler .... Raoul Walsh
- Michael McKean .... William Christy Cabanne
- Colm Feore .... D. W. Griffith
- Alexa Davalos .... Teddy Sampson
- Anthony Head .... William Benton